# Hacia una arquitectura
Hacia una arquitectura (originalmente, en francés: Vers une architecture) es un libro escrito por Le Corbusier y en menor medida por Amédée Ozenfant, quien firmó con el pseudónimo Saugnier y cuya autoría sólo se constata en la primera edición. El polémico libro contiene siete ensayos, todos menos uno de los cuales fueron publicados en la revista francesa de arte L'Esprit Nouveau a partir de 1921. La versión íntegra apareció en 1923. El libro, con ánimo de generar polémica y nuevos puntos de vista, se enfocó en las posibilidades comunicativas de la estética y postuló el uso de líneas gemetricas puras y la abstracción formal en la arquitectura.
Hacia una arquitectura no solo reprodujo los artículos sino también el diseño editorial de la revista L'Esprit Nouveau. Utilizó su interfaz gráfico característico, que fue innovador en el uso de las técnicas editoriales, que utilizaban las imágenes y no solo las palabras para construir el discurso. La revista se alejó de los efectos de enmarcado y la mirada frontal de formatos decimonónicos populares como el fotolibro y el libro de viajeshabituales en la época (por ejemplo en la revista L'Architecture Vivante, fundada también en 1923. Le Corbusier y Amédée Ozenfant optaron por explorar otras posibilidades: los montajes didácticos, la visión sinóptica, la narrativa visual-escrita y la mirada oblicua, que hacen muy entetenida la lectura.
Con el tiempo Hacia una arquitectura se ha convertido en una obra fundamental para la historiografía de la arquitectura del siglo XX y para la cultura editorial en arquitectura. En las décadas siguientes a la publicación de este libro se desarrolló una rica subcultura del libro de arquitectura en la que tenía un gran peso el discurso visual. Técnicas innovadoras como el montaje didáctico, el discurso visual e incluso el humor que exploró L'Esprit Nouveau tienen continuidad en nuevos libros. El elemento extraordinario de esta obra es que llevó al libro de arquitectura las técnicas de comunicación de las vanguardia, abriendo posibilidades nuevas para comunciar y pensar la arquitectura.
En cuanto a los contenidos, además de mostrar en líneas generales la concepción de la arquitectura de Le Corbusier, se trata de una de las obras que más han influido en el desarrollo de la arquitectura moderna. Los capítulos, que se corresponden a distintos artículos aparecidos en la revista, son de diferentes calidades.
De este libro proviene la famosa definición de la arquitectura de Le Corbusier, a su vez inspirada en otra de Provensal:

La arquitectura es el juego sabio, correcto y magnífico de los volúmenes reunidos bajo la luz.

Otras famosas citas de este libro son el concepto de la vivienda como máquina de habitar y la aparición del Modulor.